# 弗爾克謝什蒂鄉
弗爾克謝什蒂鄉（羅馬尼亞語：Fărcășești）是羅馬尼亞的鄉份，位於該國西南部，由戈爾日縣負責管轄，面積84平方公里，海拔高度188米，2011年人口3,289，人口密度每平方公里43人。